# Белизе на Светском првенству у атлетици на отвореном 2022.
Белизе је учествовао на 17. Светском првенству у атлетици на отвореном 2022. одржаном у Дохи од 27. септембра до 6. октобра шеснаести пут. Репрезентацију Белизеа представљао је 1 атлетичар који се такмичио у трци на 100 м.,
На овом првенству такмичар Белизеа није освојио ниједну медаљу, нити је постигао неки резултат.

## Учесници
Мушкарци:
- Шон Гил — Трка на 100 метара

## Резултати

### Мушкарци
| Атлетичар | Дисциплина | Лични рекорд | Предтакмичење | Предтакмичење | Квалификације | Квалификације | Полуфинале           | Полуфинале           | Финале               | Финале       | Детаљи |
| Атлетичар | Дисциплина | Лични рекорд | Резултат      | Место         | Резултат      | Место         | Резултат             | Место                | Резултат             | Место        | Детаљи |
| --------- | ---------- | ------------ | ------------- | ------------- | ------------- | ------------- | -------------------- | -------------------- | -------------------- | ------------ | ------ |
| Шон Гил   | 100 м      | 10,57        | 10,88 кв      | 4. у гр. 1    | 10,88         | 8. у гр. 2    | Није се квалификовао | Није се квалификовао | Није се квалификовао | 53 / 67 (71) |        |